# Peltophorum grande
Peltophorum grande är en ärtväxtart som beskrevs av David Prain. Peltophorum grande ingår i släktet Peltophorum och familjen ärtväxter. Inga underarter finns listade i Catalogue of Life.